# Ждан, Антонина Николаевна
Антони́на Никола́евна Ждан (род. 10 мая 1934, Шатура, Московская область, СССР) — советский и российский психолог, специалист в области истории психологии и общей психологии. Доктор психологических наук, профессор, член-корреспондент РАО.

## Биография
В 1952 году поступила на философский факультет МГУ им. М. В. Ломоносова, в 1957 году окончила отделение психологии данного факультета. С 1958 года работала на отделении психологии философского факультета, а с основания факультета психологии МГУ в 1966 года по настоящее время работает на данном факультете. В 1968 году защитила кандидатскую диссертацию под руководством П. Я. Гальперина, а в 1994 году — докторскую диссертацию «История психологии как становление её предмета». Доцент с 1976, профессор кафедры общей психологии с 1997, заслуженный профессор МГУ c 2006, член-корреспондент РАО (2005).

## Научная деятельность
Занимается историей психологии, исследует развитие психологических знаний в российской и мировой науке, развитие научных школ в российской психологии.
Предложила новый концептуальный подход к историко-психологическому анализу, согласно которому история психологии предстает как процесс изменения её предмета, методов и основных проблем, совокупно раскрывающих природу психического как объекта научного познания.
Принципы историко-психологического анализа:
- Принцип историзма: исследование возникновения явления, становления и развития
- Принцип детерминизма: объяснение психического как обусловленного порождающими его факторами

Методы истории психологии:
- Теоретическая реконструкция
- Изучение научных школ
- Изучение архивных материалов
- Метод интервьюирования
- Биографический и автобиографический методы
- Анализ научных ссылок

## Преподавательская деятельность
А. Н. Ждан более 30 лет читает лекции по истории психологии студентам факультета психологии МГУ.
С применением концептуального подхода А. Н. Ждан был разработан новый вариант учебного курса по истории психологии для студентов психологического факультета в МГУ, составлены программы и созданы учебные пособия.

## Книги
- Ждан А. Н. История психологии: от Античности до наших дней. Учебник для вузов.. — 5. — М.: Академический Проект, 2004. — 576 с. — ISBN 5-8291-0439-3.
- Абрамов А.И., Авдеева Л.Р., Андреев А.Л., Трубачев А.С., Апрышко П.П., Болдырев А.И., Гайденко П.П., Голованов Л.В., Грецкий М.Н., Гусейнов А.А., Ждан А.Н., Жуков B.Н., Капитан П.В., Козырев А.П., Кошарный В.П., Кувакин В.А., Курабцев В.Л., Кураев В.И., Лашов В.В., Марченко О.В., Межуев Б.В., Мильков В.В., Мысливченко А.Г., Павлов А.Т., Панибратцев А.В., Пантин И.К., Пащенко В.Я., Половинкин С.М., Попов А.А., Пустарнаков В.Ф., Романенко М.В., Самсонова Н.Г., Тахо-Годи А.А., Федякин С.Р., Шапошников Л.Е., Шахов М.О., Шкуринов П.С. История русской философии. Учебник для вузов. Под общей редакцией М.А. Маслина. — 5. — М.: Книжный Дом Университет, 2008. — 639 с. — ISBN 978-5-98227-300-0.
- А. Н. Ждан, П. Я. Гальперин. История зарубежной психологии. Тексты. — М.: Издательство Московского университета, 1986. — 344 с. — 36 000 экз.
- А. Н. Ждан. Российская психология. Антология. — М.: Академический проект, 2009. — 1279 с. — 3000 экз. — ISBN 978-5-8291-1085-7.
- А. Н. Ждан, П. Я. Гальперин. Хрестоматия по истории психологии. — М.: Издательство МГУ, 1980. — 296 с. — 54 800 экз.